# 望江路街道
望江路街道，是中华人民共和国四川省成都市武侯区下辖的一个乡镇级行政单位。

## 行政区划
望江路街道下辖以下地区：
老马路社区、共和路社区、棕东社区、郭家桥社区、新生路社区和临江东路社区。